# SN 1988N
SN 1988N – supernowa typu Ia odkryta 9 maja 1988 roku w galaktyce A131309+5720. W momencie odkrycia miała maksymalną jasność 18,00m.